# Representació decimal
Aquest article proporcional una definició matemàtica. Per a un article més accessible, vegeu Nombre decimal.
Una representació decimal d'un nombre real no negatiu r és una expressió en forma d'una sèrie, que tradicionalment s'escriu com la suma
{\displaystyle r=\sum _{i=0}^{\infty }{\frac {a_{i}}{10^{i}}}}
on a0 és un enter no negatiu, i a1, a₂, … són enters que satisfan 0 ≤ ai ≤ 9, que hom anomena els dígits de la representació decimal. La successió de dígits pot ser finita, i en aquest cas els dígits posteriors ai són 0. Alguns autors estan en contra de les representacions decimals amb una seqüència infinita de 9. Tot i aquesta restricció, encara existeix una representació decimal per a cada real no negatiu, i addicionalment fa que aquesta representació sigui única. El nombre que es defineix per una representació decimal s'acostuma a escriure:
{\displaystyle r=a_{0},a_{1}a_{2}a_{3}\ldots }
És a dir, a0 és la part entera de r, no necessàriament entre 0 i 9, i a1, a₂, a₃, … són els dígits que configuren la part fraccionària de r.
Totes dues notacions són, per definició, el següent límit:
{\displaystyle r=\lim _{n\to \infty }\sum _{i=0}^{n}{\frac {a_{i}}{10^{i}}}}.

## Aproximacions decimals finites
Tot nombre real es pot aproximar, amb un grau arbitrari de precisió, per nombres racionals amb representacions decimals finites.
Suposem que {\displaystyle x\geq 0}. Llavors, per qualsevol enter {\displaystyle n\geq 1} existeix un decimal finit {\displaystyle r_{n}=a_{0}.a_{1}a_{2}\ldots a_{n}} tal que:
{\displaystyle r_{n}\leq x<r_{n}+{\frac {1}{10^{n}}}.\,}

## La representació decimal no és única
Alguns nombres reals tenen dues representacions decimals infinites. Per exemple, el nombre 1 es pot representar tant 1,000... com 0,999... (aquí, hem representat les seqüències infinites de 0 i de 9 per "...").

## Representacións amb nombre finit de decimals
L'expansió decimal d'un nombre real no negatiu x finalitza smb zeros (o amb nous) si i només si x és un nombre racional amb denominador de la forma 2n5m, on m i n són enters no negatius.

## Representacions decimals periòdiques
Alguns nombres reals tenen representacions decimals on alguns (un o més) dígits es repeteixen:
¹/₃ = 0.33333...
¹/₇ = 0.142857142857...
1318/185 = 7.1243243243...
Quan succeeix això, el nombre és un racional, és a dir, es pot representar pel quocient entre un enter i un enter positiu.

## Curiositats
- El nombre real representat per 0,1234567891011121314151617... té una representació decimal previsible i no periòdica. Aquest real és la constant de Champernowne, anomenada així pel matemàtic anglès que la va inventar el 1933. Aquest nombre és irracional, transcendent (demostrat per Kurt Mahler el 1961) i normal en base 10.
- La constant de Copeland-Erdős 0,2357111317192329313741..., formada per la successió dels nombres primers, també és normal en base 10.
- El nombre real representat per 0,110001000000000000000001..., és a dir, al suma de les potències factorials negatives de 10 (10−1 + 10−2 + 10−6 + ...+ 10 -k! + ...) té un desenvolupament decimal previsible i no periòdic. Aquest nombre és la constant de Liouville, que és irracional i transcendent.
- Si hom escull a l'atzar, segons la distribució uniforme contínua, un nombre real entre 0 i 1, els dígits del seu desenvolupament decimal formen una seqüència de variables aleatòries independents sobre [0,9]. Aquest fet és la clau per la demostració del teorema del nombre normal de Borel. Arran d'aquesta demostració, Borel descobrí l'anomenat lema de Borel-Cantelli i demostrà la primera versió conegura de la llei forta dels grans nombres.